# Pluggable Authentication Modules
Pluggable Authentication Modules (PAM, змінні модулі розпізнавання) — це набір розділюваних бібліотек, які дозволяють інтегрувати різні низькорівневі методи аутентифікації у вигляді єдиного високорівневого API. Це дозволяє надати єдині механізми для управління, вбудовування прикладних програм у процес аутентифікації. Є однією з частин стандартного механізму забезпечення безпеки UNIX-систем.
PAM була вперше запропонована Sun Microsystems у жовтні 1995 року. В ролі автономної інфраструктури PAM вперше з'явилися в Linux-PAM, розробленій в Red Hat Linux 3.0.4 в серпні 1996 року. В даний час PAM підтримується в операційних системах AIX, DragonFly BSD, FreeBSD, HP-UX, Linux, Mac OS X, NetBSD і Solaris.

## Недоліки
Незважаючи на те, що PAM є частиною стандарту X/Open Single Sign-on (XSSO), за допомогою PAM неможливо реалізувати Kerberos — найпоширеніший тип технології єдиного входу, використовуваний UNIX-системами.